# 小島脩平
小島 脩平（こじま しゅうへい、1987年6月5日 - ）は、群馬県太田市出身の元プロ野球選手（外野手、内野手）。右投左打。

## 経歴

### プロ入り前
桐生第一高等学校時代は、2年時に第76回選抜高等学校野球大会・第86回全国高等学校野球選手権大会に出場している（どちらも初戦敗退）。3年時の夏は、群馬大会準決勝で敗退。当時のチームメイトに松井雅人がいる。
高校卒業後は、東都大学野球連盟に加盟する東洋大学に進学。1年時の春からリーグ戦に出場し、2年時の春からレギュラーを獲得。4年時には主将に就任すると、春には打率.385をマークして首位打者を獲得し、同年の第37回日米大学野球選手権大会の日本代表に選出され、二塁手と指名打者として出場した。しかし、秋は打率.098と極度の不振に陥り、プロ志望届を提出するも指名漏れとなった。リーグ通算成績は、88試合、打率.229、65安打、1本塁打、30打点、15盗塁。
大学卒業後は、住友金属工業に入社。硬式野球部では1年目の2010年から二塁手のレギュラーに定着。第81回都市対抗野球大会では、1番打者として4試合で打率.389の好成績を残し同チームのベスト4進出に貢献。五十嵐大典（三菱重工横浜）、安達了一（東芝）と共に若獅子賞を受賞した。2年目の2011年は、東日本大震災の影響でグラウンドが液状化し内野部分しか使用できなくなる苦しい状況の中、2年連続して都市対抗野球への出場を果たした。
2011年10月27日に行われたドラフト会議では、オリックス・バファローズから7位指名を受け、入団した。背番号は38。

### オリックス時代

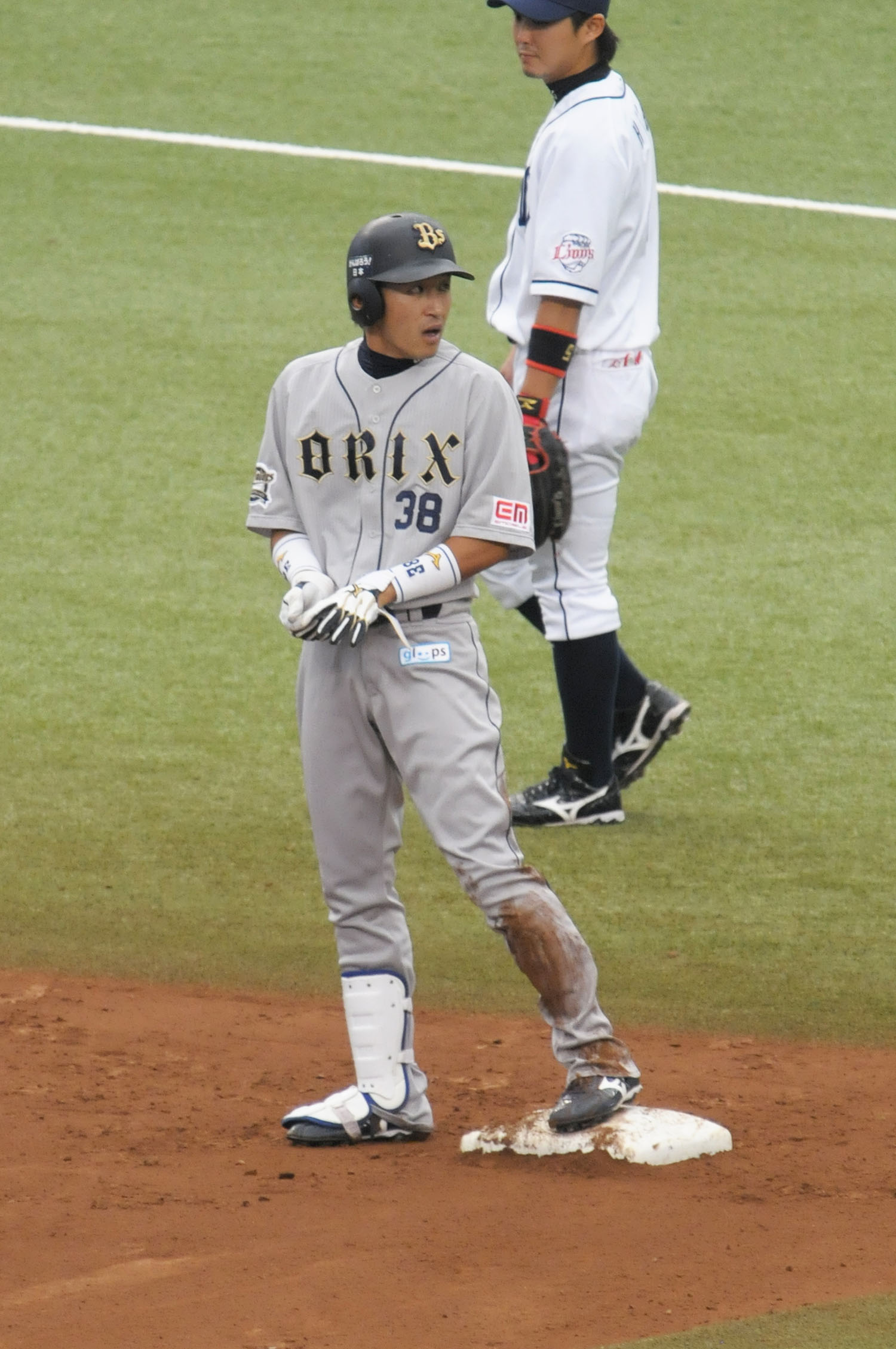
2012年9月30日、西武ドームにて

2012年シーズンは、開幕一軍目前というところで、歯槽骨骨折により離脱する。ファームではシーズン途中から外野手に転向し、7月25日に初の一軍昇格となったが、出番のないまま同月29日に二軍へ降格。二軍戦で試合に出場し続け、8月15日のウエスタン・リーグ対阪神タイガース戦で4安打を放ったのを受け、翌16日に一軍へ再昇格。同日の対埼玉西武ライオンズ戦でスタメン出場を果たし、第2打席でプロ初安打を放った。その後スタメン出場する機会を得て、9月4日の対千葉ロッテマリーンズ戦では4安打を放ち、5回裏には相手バッテリーが暴投した隙を突いて三塁から先制のホームを踏み、勝利に繋がるプレーとなった。この日の時点で打率.370だったが、その後は16試合で41打数2安打と大幅に調子を落とし、打率は.218まで落とした。この年放った19安打のうち、内野安打を8本記録した。
2013年シーズンは17試合に出場し打率.045、2014年シーズンは10試合に出場したがヒットなし。2015年シーズンは、8月8日の西武戦でプロ初のサヨナラ適時打を放つなど41試合に出場。2016年5月に月間打率.423を記録し、自己最高の79試合に出場する。
2017年シーズンは、3月31日のシーズン開幕戦の対東北楽天ゴールデンイーグルス戦（京セラドーム大阪）で7番・左翼手で自身初の開幕スタメンに名を連ねたが、同試合で一塁ベースを駆け抜けた際、右脚を痛めベンチに退いた。翌4月1日に大阪市内の病院で右脹脛肉離れと診断され出場選手登録を抹消された。6月15日に一軍復帰し、6月24日の対千葉ロッテ戦（ほっともっとフィールド神戸）では大谷智久から右越のプロ初本塁打を放った。
2018年シーズンは40試合に出場し、打率.120。
2019年シーズンは、自己最多の103試合に出場。シーズン通算では打率.220だったが、途中出場に限ると打率.289、代打では32回の起用で打率.333を記録した。守備面でも内外野の全てのポジションで起用された。
2020年シーズンは、開幕から代打で起用がメインだったが打率.150と結果を残せず、7月20日に登録を抹消された。以降、一軍へ上がることができず、11月4日に戦力外通告を受けた。

### 現役引退後
12月8日に現役を引退し、2021年よりオリックスの打撃コーチに就任することが発表された。背番号は80。
2022年シーズンは内野守備・走塁コーチに配置転換された。
2025年からは一軍・二軍の肩書が復活し、二軍内野守備・走塁コーチに役職名が変更となった。

## 選手としての特徴・人物
内外野すべてのポジションを守れるユーティリティープレイヤー。50m5秒8の俊足。非力ではあるがシュアな打撃とバントなどの小技、安定したフィールディングに定評がある。
愛称は「コジ」。
練習の虫で努力家であり、大学時代の後輩でプロ入り後も同僚になる小田裕也は「練習場から打球音が聞こえてきた時は、ほとんどが小島さんだった。これぐらい練習しないと駄目なんだと教わった気がする」と振り返っている。
プロ入り前に結婚しており、2011年12月24日に長男が誕生。
オリックス在籍時の応援歌はかつて迎祐一郎、梶本勇介、鉄平らに使用された曲の流用であった。なお、現在では茶野篤政に同様の曲が使用されている。

## 詳細情報

### 年度別打撃成績
| 年 度     | 球 団      | 試 合 | 打 席 | 打 数 | 得 点 | 安 打 | 二 塁 打 | 三 塁 打 | 本 塁 打 | 塁 打 | 打 点 | 盗 塁 | 盗 塁 死 | 犠 打 | 犠 飛 | 四 球 | 敬 遠 | 死 球 | 三 振 | 併 殺 打 | 打 率 | 出 塁 率 | 長 打 率 | O P S |
| --------- | ---------- | ----- | ----- | ----- | ----- | ----- | -------- | -------- | -------- | ----- | ----- | ----- | -------- | ----- | ----- | ----- | ----- | ----- | ----- | -------- | ----- | -------- | -------- | ----- |
| 2012      | オリックス | 29    | 91    | 87    | 8     | 19    | 0        | 0        | 0        | 19    | 2     | 1     | 1        | 1     | 0     | 3     | 0     | 0     | 19    | 2        | .218  | .244     | .218     | .463  |
| 2013      | オリックス | 17    | 22    | 22    | 1     | 1     | 1        | 0        | 0        | 2     | 0     | 1     | 0        | 0     | 0     | 0     | 0     | 0     | 8     | 0        | .045  | .045     | .091     | .136  |
| 2014      | オリックス | 10    | 1     | 1     | 2     | 0     | 0        | 0        | 0        | 0     | 0     | 2     | 1        | 0     | 0     | 0     | 0     | 0     | 1     | 0        | .000  | .000     | .000     | .000  |
| 2015      | オリックス | 41    | 52    | 47    | 8     | 8     | 2        | 0        | 0        | 10    | 6     | 3     | 3        | 1     | 0     | 4     | 0     | 0     | 12    | 1        | .170  | .235     | .213     | .448  |
| 2016      | オリックス | 79    | 219   | 199   | 17    | 49    | 10       | 1        | 0        | 61    | 9     | 6     | 7        | 8     | 0     | 9     | 0     | 3     | 29    | 3        | .246  | .289     | .307     | .596  |
| 2017      | オリックス | 61    | 182   | 164   | 17    | 35    | 5        | 2        | 2        | 50    | 19    | 3     | 0        | 9     | 2     | 7     | 0     | 0     | 21    | 4        | .213  | .243     | .305     | .548  |
| 2018      | オリックス | 40    | 54    | 50    | 4     | 6     | 1        | 0        | 0        | 7     | 2     | 3     | 1        | 0     | 0     | 4     | 0     | 0     | 9     | 0        | .120  | .185     | .140     | .325  |
| 2019      | オリックス | 103   | 266   | 246   | 23    | 54    | 9        | 0        | 4        | 75    | 18    | 7     | 4        | 3     | 1     | 16    | 0     | 0     | 49    | 2        | .220  | .266     | .305     | .571  |
| 2020      | オリックス | 13    | 20    | 20    | 1     | 3     | 2        | 0        | 0        | 5     | 0     | 0     | 0        | 0     | 0     | 0     | 0     | 0     | 9     | 1        | .150  | .150     | .250     | .400  |
| 通算：9年 | 通算：9年  | 393   | 907   | 836   | 81    | 175   | 30       | 3        | 6        | 229   | 56    | 26    | 17       | 22    | 3     | 43    | 0     | 3     | 157   | 13       | .209  | .250     | .274     | .524  |

### 年度別守備成績
| 年 度 | 球 団      | 一塁  | 一塁  | 一塁  | 一塁  | 一塁  | 一塁     | 二塁  | 二塁  | 二塁  | 二塁  | 二塁  | 二塁     | 三塁  | 三塁  | 三塁  | 三塁  | 三塁  | 三塁     | 遊撃  | 遊撃  | 遊撃  | 遊撃  | 遊撃  | 遊撃     | 外野  | 外野  | 外野  | 外野  | 外野  | 外野     |
| 年 度 | 球 団      | 試 合 | 刺 殺 | 補 殺 | 失 策 | 併 殺 | 守 備 率 | 試 合 | 刺 殺 | 補 殺 | 失 策 | 併 殺 | 守 備 率 | 試 合 | 刺 殺 | 補 殺 | 失 策 | 併 殺 | 守 備 率 | 試 合 | 刺 殺 | 補 殺 | 失 策 | 併 殺 | 守 備 率 | 試 合 | 刺 殺 | 補 殺 | 失 策 | 併 殺 | 守 備 率 |
| ----- | ---------- | ----- | ----- | ----- | ----- | ----- | -------- | ----- | ----- | ----- | ----- | ----- | -------- | ----- | ----- | ----- | ----- | ----- | -------- | ----- | ----- | ----- | ----- | ----- | -------- | ----- | ----- | ----- | ----- | ----- | -------- |
| 2012  | オリックス | -     | -     | -     | -     | -     | -        | 1     | 4     | 4     | 0     | 2     | 1.000    | -     | -     | -     | -     | -     | -        | -     | -     | -     | -     | -     | -        | 20    | 33    | 0     | 1     | 0     | .971     |
| 2013  | オリックス | 1     | 0     | 1     | 0     | 0     | 1.000    | 1     | 0     | 0     | 0     | 0     | .000     | -     | -     | -     | -     | -     | -        | -     | -     | -     | -     | -     | -        | 2     | 0     | 0     | 0     | 0     | .000     |
| 2014  | オリックス | -     | -     | -     | -     | -     | -        | -     | -     | -     | -     | -     | -        | -     | -     | -     | -     | -     | -        | -     | -     | -     | -     | -     | -        | 2     | 1     | 0     | 0     | 0     | 1.000    |
| 2015  | オリックス | 12    | 13    | 2     | 0     | 1     | 1.000    | 7     | 9     | 10    | 0     | 4     | 1.000    | 2     | 1     | 0     | 0     | 0     | 1.000    | -     | -     | -     | -     | -     | -        | 11    | 12    | 1     | 0     | 0     | 1.000    |
| 2016  | オリックス | 9     | 23    | 0     | 0     | 2     | 1.000    | -     | -     | -     | -     | -     | -        | 7     | 1     | 6     | 1     | 0     | .875     | -     | -     | -     | -     | -     | -        | 59    | 86    | 0     | 0     | 0     | 1.000    |
| 2017  | オリックス | -     | -     | -     | -     | -     | -        | 37    | 50    | 92    | 1     | 17    | .993     | -     | -     | -     | -     | -     | -        | -     | -     | -     | -     | -     | -        | 28    | 25    | 0     | 0     | 0     | 1.000    |
| 2018  | オリックス | 8     | 22    | 0     | 0     | 3     | 1.000    | 6     | 4     | 11    | 0     | 2     | 1.000    | -     | -     | -     | -     | -     | -        | -     | -     | -     | -     | -     | -        | 24    | 14    | 0     | 0     | 0     | 1.000    |
| 2019  | オリックス | 14    | 44    | 1     | 0     | 6     | 1.000    | 10    | 6     | 11    | 0     | 0     | 1.000    | 46    | 28    | 51    | 4     | 5     | .952     | 4     | 1     | 3     | 0     | 1     | 1.000    | 24    | 32    | 0     | 1     | 0     | .970     |
| 2020  | オリックス | 6     | 15    | 1     | 0     | 0     | 1.000    | 2     | 0     | 2     | 0     | 0     | 1.000    | 5     | 1     | 8     | 0     | 1     | 1.000    | 1     | 0     | 1     | 0     | 0     | 1.000    | -     | -     | -     | -     | -     | -        |
| 通算  | 通算       | 50    | 117   | 5     | 0     | 12    | 1.000    | 64    | 73    | 130   | 1     | 25    | .995     | 60    | 31    | 65    | 5     | 6     | .950     | 5     | 1     | 4     | 0     | 1     | 1.000    | 170   | 203   | 1     | 2     | 0     | .990     |

### 記録
初記録
- 初出場・初先発出場：2012年8月16日、対埼玉西武ライオンズ16回戦（京セラドーム大阪）、3番・指名打者で先発出場
- 初打席：同上、1回裏に牧田和久から二塁ゴロ
- 初安打：同上、3回裏に牧田和久から左前安打
- 初盗塁：2012年8月19日、対福岡ソフトバンクホークス18回戦（京セラドーム大阪）、7回裏に二盗（投手：柳瀬明宏、捕手：髙谷裕亮）
- 初打点：2012年9月3日、対東北楽天ゴールデンイーグルス20回戦（日本製紙クリネックススタジアム宮城）、6回表に加藤大輔から右前適時打
- 初本塁打：2017年6月24日、対千葉ロッテマリーンズ10回戦（ほっともっとフィールド神戸）、8回裏に大谷智久から右越ソロ

### 背番号
- 38（2012年 - 2020年）
- 80（2021年 - ）

### 登場曲
- Boom Boom Pow - Black Eyed Peas（2012年 - 2014年）
- LETTER - GOKIGEN SOUND feat 湘南乃風（2015年 - ）